# الفحص المجهري الإلكتروني
المركز الوطني للفحص المجهري الإلكتروني هو قسم الطاقة الولايات المتحدة، وسيلة المستخدم الوطني في مختبر لورانس بيركلي الوطني في بيركلي، كاليفورنيا، للبحث العلمي غير المصنف باستخدام المجهر الإلكتروني المتقدم. وقد اندمجت منذ ذلك الحين مع المسبك الجزيئي الموجود أيضا في مختبر بيركلي.

## روابط إضافية
https://web.archive.org/web/20140821132900/http://ncem.lbl.gov/